# Вілпена-Паунд
31°33′32″ пд. ш. 138°34′26″ сх. д. / 31.559° пд. ш. 138.574° сх. д.Вілпена-Паунд («Ікара» мовою Адняматана) — це природний амфітеатр гір, розташований за 429 кілометрів (267 миль) на північ від Аделаїди, Південна Австралія, у центрі національного парку Ікара-Фліндерс-Рейнджс. До його околиць можна дістатися по перекритій дорозі між містами Гокер на півдні та Блінман на півночі Фліндерс-Рейнджс.
З середини ХІХ століття до середини ХХ століття його використовували для випасання худоби, а на початку ХХ століття — для посівів. Його туристичний потенціал був визнаний у 1949 році.